# Улица Вити Коробкова (Феодосия)
Улица Вити Коробкова — улица в исторической части Феодосии, проходит от Армянской улицы до Адмиральского бульвара.

## История
Район улицы был страшно разорён во время Русско-турецкой войны 1768—1774 годов, по свидетельству посетившего в 1781 году Феодосию В. Ф. Зуева в городе сохранилось не более трети прежних зданий. Восстановление шло крайне медленно, ни Муравьёв-Апостол в 1820, ни Грибоедов в 1825 году не нашли в городе примечательных зданий.
При русском правлении носила название Военная, в казармах на этой улице с 4 декабря 1873 года размещался Виленский 52-й пехотный полк.
Современное название получила в 1956 году.
Названа именем Вити Коробкова (1929—1944) — пионера-героя, участника феодосийского антифашистского подполья в годы Великой Отечественной войны, казнённого фашистами. В 1969 году участниками освобождения Феодосии от немецко-фашистских захватчиков заложена Аллея Героев.
В 2003 году на месте снесённых казарм возведён жилой квартал «Консоль».
6 июля 2009 года в присутствии городского головы Феодосии А. В. Бартенева в доме 13 по улице был открыт Музей Марины и Анастасии Цветаевых. До этого в здании размещался ЖЭК № 2.

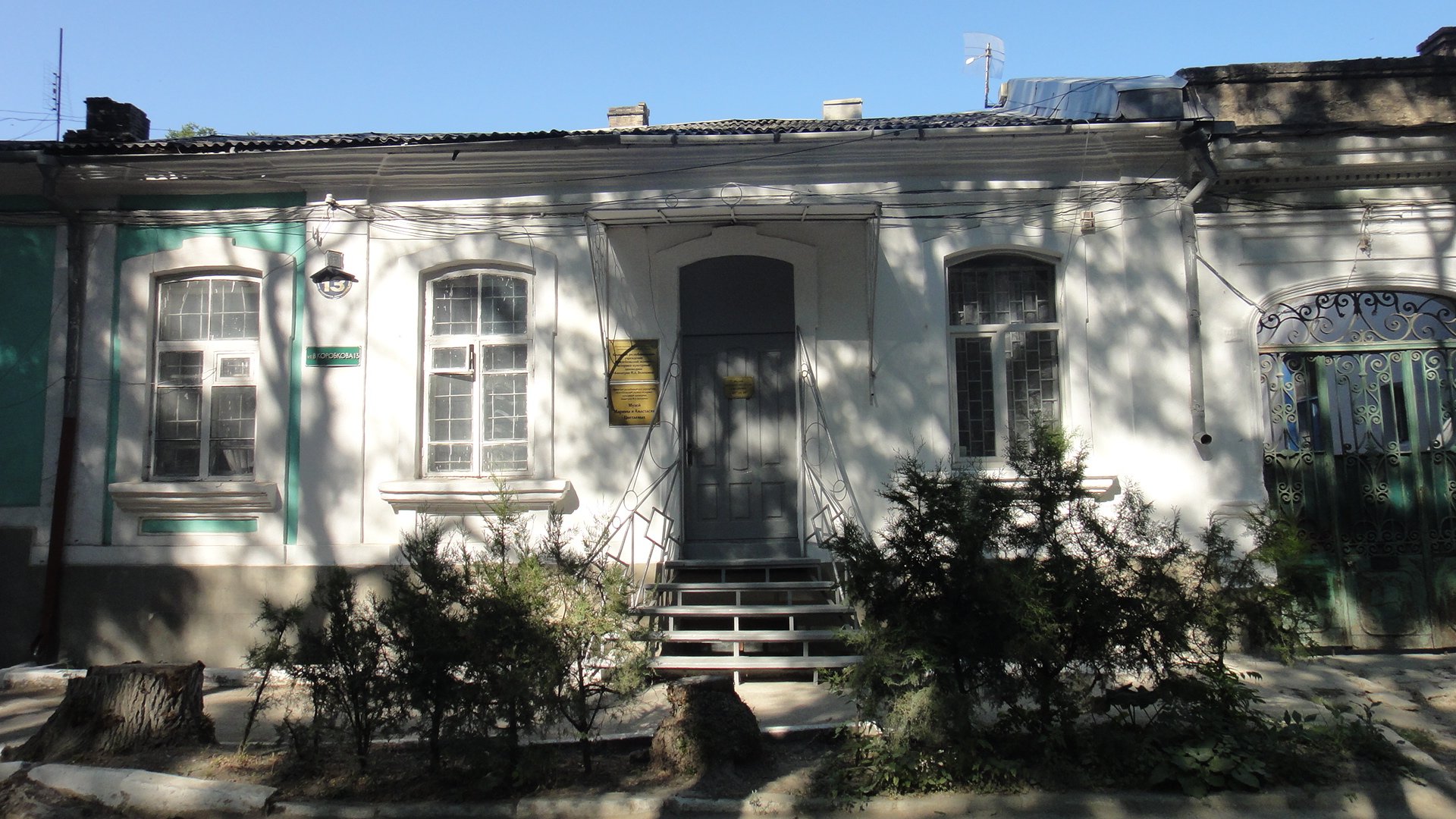
Музей Марины и Анастасии Цветаевых

## Известные жители
- д. 2 — А. В. Богданова, врач-хирург, участница антифашистского подполья в годы Великой Отечественной войны[8].
- д. 13 — Анастасия Цветаева, писатель-мемуарист[7].

## Достопримечательности
- д. 13 — Музей Марины и Анастасии Цветаевых
- д. 19 — Средняя школа № 4 им. В. Коробкова